# 白木通
白木通（学名：Akebia trifoliata subsp. australis）又名白通草，是木通科木通属植物三叶木通的亚种。木質莖部份可入藥。

## 外部連結
- 白木通 Baimutong （页面存档备份，存于） 藥用植物圖像數據庫 (香港浸會大學中醫藥學院) （中文）（英文）
- 木通 Mutong （页面存档备份，存于） 中藥材圖像數據庫 (香港浸會大學中醫藥學院)